# Автоматизовані системи організаційного (адміністративного) керування
Автоматизо́вані систе́ми організаці́йного (адміністрати́вного) керува́ння (АСОК) — різновид автоматизованих систем керування. Включають автоматизовані системи керування підприємством (АСКП), галузеві автоматизовані системи керування (ГАСК) і спеціалізовані автоматизовані системи керування функціональних органів управління господарством. До останніх належать автоматизовані системи планових розрахунків (АСПР), керування матеріально-технічним постачанням (АСК МТП), керування науково-технічним процесом (АСК НТП) та ін.